# Elbow Lake (Saskatchewan)
Elbow Lake ist ein Weiler (Hamlet) in der kanadischen Provinz Saskatchewan. Laut der Statistics Canada ist der Ort als Designated Place (DPL) eingetragen.

## Demografie
Laut der Volkszählung von 2006 lebten in Elbow Lake etwa 10 Personen. Nach der Zählung von 2011 und 2016 lag die Einwohnerzahl bei 0. Dies bedeutete, 
dass alle der in Elbow Lake lebenden Menschen den Ort im Zeitraum zwischen 2006 und 2011 verlassen haben.